# Ain't It Different
Ain't It Different è un singolo del rapper britannico Headie One, pubblicato il 19 agosto 2020.

## Descrizione
Il brano, che vede la partecipazione dei rapper britannici AJ Tracey e Stormzy, contiene campionamenti di Pretty Little Ditty dei Red Hot Chili Peppers (1989) e No Long Talking di Lady Saw (1996).

## Video musicale
Il video musicale, diretto da Taz Tron Delix, è stato caricato sul canale YouTube di Headie One il giorno successivo alla pubblicazione del singolo.

## Tracce
Testi e musiche di Ché Wolton Grant, Anthony Kiedis, Camille Purcell, Chad Smith, Fred Gibson, Gary Jackson, Irving Adjei, John Frusciante, Marion Hall, Michael Balzary, Michael Omari, Steven Marsden e Thomas Mackenzie Bell.
1. Ain't It Different (feat. AJ Tracey & Stormzy) – 3:16

## Classifiche

### Classifiche settimanali
| Classifica (2020) | Posizione massima |
| ----------------- | ----------------- |
| Australia         | 16                |
| Austria           | 60                |
| Belgio (Fiandre)  | 66                |
| Belgio (Vallonia) | 86                |
| Germania          | 53                |
| Irlanda           | 5                 |
| Paesi Bassi       | 52                |
| Regno Unito       | 2                 |
| Svizzera          | 65                |

### Classifiche di fine anno
| Classifica (2020) | Posizione |
| ----------------- | --------- |
| Regno Unito       | 51        |